# فريدريك دوغلاس جونيور
فريدريك دوغلاس جونيور، (3 مارس 1842-26 يوليو 1892)، الابن الثاني لفريدريك دوغلاس وزوجته آنا موراي دوغلاس. وُلد في نيو بيدفورد، ماساتشوستس، وكان مؤيدًا لإلغاء عقوبة الإعدام، وكاتب مقالات، ومحررًا في صحيفة، ومجندًا رسميًا في جيش الاتحاد الأمريكي خلال الحرب الأهلية الأمريكية.

## النشأة
وُلد فريدريك جونيور لعائلة دوغلاس وكان الثالث بين خمسة أطفال، في شبابه كان لا يزال تحت رعاية والديه، انضم إليهم كأعضاء نشطين في استقبال الهاربين في منزلهم في روتشستر، نيويورك؛ وتكفلوا بإطعامهم ولباسهم وتوفير مأوى آمن ودافئ وهم يشقون طريقهم من العبودية إلى الحرية، وهو ما يعني بالنسبة للعديد منهم الهروب إلى كندا. كان أول سكن لعائلته في منزل ناثان وبولي جونسون، اللذين كانا أمريكيين من أصل أفريقي كانا يستقبلان الأشخاص الباحثين عن التحرر من العبودية في منازلهم. مكثوا مع عائلة جونسون في نيو بيدفورد، ماساتشوستس من عام 1838 إلى عام 1839.

## الخدمة العسكرية
أثناء الحرب الأهلية الأمريكية، انضم فريدريك جونيور إلى والده كمجنّد لقوات الولايات المتحدة الملونة في جيش الاتحاد بصفة رقيب تجنيد ملحق بقوات المشاة الملونة الخامسة والعشرين الأمريكية. على الرغم من أنه لم يكن أبدًا جنديًا مقاتلًا خلال الصراع الداخلي، كما كان الحال مع شقيقيه، إلا أنه كان فخورًا بكونه مجندًا لصالح قضية الاتحاد، خاصة فيما يتعلق بفوج مشاة ماساتشوستس الخامس والخمسين الشهير. على هذا النحو، عمل عن كثب مع والده الشهير الذي كان أول مجند مدني في فوج مشاة ماساتشوستس الرابع والخمسين، والذي عمل أيضًا كمستشار للرئيس أبراهام لنكولن بشأن تجنيد الرجال الملونين في جيش الاتحاد في دعم هدف القائد العام المتمثل في تعزيز القوات المسلحة لكوريا الشمالية لإخماد تمرد الولايات الكونفدرالية المنفصلة.  كان كل من شقيقه الأكبر لويس هنري دوغلاس وشقيقه الأصغر تشارلز ريمون دوغلاس من بين أوائل المجندين في هذا الفوج الشهير. كان تشارلز، في الواقع، أول رجل ملون يدخل التجنيد من ولاية نيويورك.

## الوظيفة
كان كاتبًا ومحررًا في الوقت نفسه، بعد أن تعلم هذه المهارات أثناء عمله كمتدرب في صحيفة والده. أصبح شقيقه الأصغر تشارلز أول عامل طباعة يعمل في مكتب طباعة حكومة الولايات المتحدة في واشنطن العاصمة. عندما عُيّن والده، فريدريك دوغلاس الأب، مارشال الولايات المتحدة من قبل الرئيس رذرفورد ب. هايز في عام 1877، كان فريدريك جونيور قد حصل على وظيفة كتابية في مكتب مسجل السندات خلال فترة ولاية والده في هذا الدور لمقاطعة كولومبيا. رُشّح دوغلاس الأكبر لهذا المنصب من قبل الرئيس جيمس غارفيلد في عام 1881، وخدم في هذا المنصب حتى استقالته بعد تنصيب الرئيس غروفر كليفلاند في عام 1885.

## الحياة الشخصية
في 4 أغسطس 1869، تزوج فريدريك دوغلاس جونيور من فرجينيا هيوليت في كامبريدج، ماساتشوستس. أنجبا معًا سبعة أطفال، فريدريك آرون دوغلاس (1870-1886)، فيرجينيا آنا دوغلاس (1871-1872)، لويس إيمانويل دوغلاس (1874-1875)، مود أرديل دوغلاس (1877-1877)، جيرترود بيرل دوغلاس (1883–1872)  1887)، روبرت سمولز دوغلاس (1886-1910)، تشارلز بول دوغلاس (1879-1895).

## الموت
توفي فريدريك دوغلاس جونيور في 26 يوليو 1892، ودُفن في البداية في مقبرة غريسلاند، بجانب زوجته المحبوبة فيرجينيا هيوليت التي توفيت قبله في 14 ديسمبر 1889. تغير هذا لاحقًا مع إغلاق مقبرة غريسلاند في عام 1894؛ استُخرج الرفات ونُقل إلى مقبرة وودلون في واشنطن العاصمة.